# الدوري القطري 1963–64
إحصائيات دوري نجوم قطر في موسم 1963/1964.

## نظرة عامة
فاز المعارف بالبطولة.